# Boss MT-2 Metal Zone
Boss MT-2 Metal Zone är en effektpedal för gitarr, tillverkad av Roland Corporation under varumärket Boss från 1991. Pedalen tillverkades ursprungligen i Taiwan, men produktionen flyttades senare till Malaysia.

## Historia
Boss MT-2 Metal Zone ersatte den tidigare Boss HM-2 Heavy Metal (1983–1992), innan Boss HM-3 Hyper Metal lanserades 1993. Boss MT-2 Metal Zone producerar en mjukare distorsion av signalen, och har även en trebands parametrisk equalizer inbyggd.
Det finns tre varianter av MT-2 Metal Zone. Sedan första lanseringen har operationsförstärkare ändrats, samt textfärgen på pedalen.
Pedalen blev en omedelbar succé då den lanserades, och är en av de bästsäljande pedalerna någonsin från Boss. Pedalen är även ökänd bland musiker, och det diskuteras även om det är den värsta effektpedalen någonsin.
Pedalen finns sedan 2018 i en nyversion tillverkad av Boss avdelning Waza Craft i Japan.